# Władimir Nikitin
Władimir Wasilijewicz Nikitin (ros. Владимир Васильевич Никитин, ur. 14 lipca 1959 r. w Kozinie, w Udmurcji) – rosyjski biegacz narciarski reprezentujący Związek Radziecki, mistrz świata oraz wicemistrz olimpijski.

## Kariera
Startował na igrzyskach olimpijskich w Sarajewie w 1984 r. Wraz z Aleksanderem Zawjałowem, Ołeksandrem Batiukiem i Nikołajem Zimiatowem zdobył tam srebrny medal w sztafecie 4 × 10 km. Zajął także 5. miejsce w biegu na 15 km techniką klasyczną. Wziął także udział w mistrzostwach świata w Oslo w 1982 r. Wspólnie z Batiukiem, Zimiatowem i Jurijem Burłakowem wywalczył tam złoty medal w sztafecie, a biegu na 30 km techniką dowolną zajął 8. miejsce.
Najlepsze wyniki w Pucharze Świata uzyskał w sezonie 1982/1983 kiedy to zajął 8. miejsce w klasyfikacji generalnej.

## Osiągnięcia

### Igrzyska olimpijskie
| Miejsce | Dzień     | Rok  | Miejscowość | Konkurencja             | Czas biegu | Strata  | Zwycięzca  |
| ------- | --------- | ---- | ----------- | ----------------------- | ---------- | ------- | ---------- |
| 5.      | 13 lutego | 1984 | Sarajewo    | 15 km stylem klasycznym | 41:25,6    | +1:06,0 | Gunde Svan |
| 2.      | 16 lutego | 1984 | Sarajewo    | Sztafeta 4 × 10 km      | 1:55:06,3  | +10,2   | Szwecja    |

### Mistrzostwa świata
| Miejsce | Dzień     | Rok  | Miejscowość | Konkurencja           | Czas biegu | Strata  | Zwycięzca         |
| ------- | --------- | ---- | ----------- | --------------------- | ---------- | ------- | ----------------- |
| 8.      | 20 lutego | 1982 | Oslo        | 30 km stylem dowolnym | 1:21:52,3  | +1:24,0 | Thomas Eriksson   |
| 1.      | 25 lutego | 1982 | Oslo        | Sztafeta 4 × 10 km    | 1:56:27,6  | -       | Ex aequo Norwegia |

### Puchar Świata

#### Miejsca w klasyfikacji generalnej
- sezon 1981/1982: 37.
- sezon 1982/1983: 8.
- sezon 1983/1984: 38.
- sezon 1984/1985: 45.
- sezon 1985/1986: 46.
- sezon 1986/1987: 47.